# Nicolás Caballero
Pour les articles homonymes, voir Caballero.
Nicolás Caballero (Asunción, 1949) est un harpiste paraguayen. C'est une figure emblématique de la harpe paraguayenne. Il est l'inventeur d'une clef métallique qui se porte en bague pour augmenter d'un demi-ton une corde. Cette clef est maintenant utilisée par de nombreux harpistes d'Amérique latine. Nicolás Caballero est le seul qui soit capable de jouer de la harpe avec trois clefs.